# Quatre de cœur
Le quatre de cœur (4♥) est une carte à jouer.

## Caractéristiques

### Généralités
Le quatre de cœur fait partie des jeux de cartes utilisant les enseignes françaises. En France, on le retrouve dans les jeux de 52 cartes et dans certains jeux de tarot, mais pas dans les jeux de 32 cartes. Un quatre et un cœur, il s'agit d'une valeur et d'une carte de couleur rouge.
De façon générale, le quatre de cœur suit le trois de cœur et précède le cinq de cœur. N'étant pas une figure, il a généralement une valeur nulle lors du décompte des points.

### Représentations
Comme les autres valeurs, la valeur du quatre de cœur est représentée par des répétitions de son enseigne, ici un cœur stylisé rouge. Si le paquet indique la valeur des cartes dans les coins, celle du quatre de cœur est reprise en mentionnée en chiffre (« 4 ») ; la couleur du texte (rouge ou noir) varie.
Dans les jeux de type français, les quatre cœurs sont disposés symétriquement par rapport à la verticale : un cœur dans chaque coin. En règle générale, les deux cœurs du haut pointent vers le bas de la carte, les deux cœurs du bas pointent vers le haut.

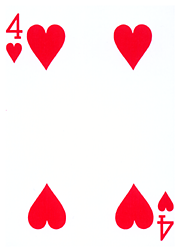
Quatre de cœur d'un jeu de poker.
Quatre de cœur, jeu hongrois. La valeur de la carte n'est pas indiquée en chiffre dans les coins.

### Équivalents
Dans les jeux utilisant les enseignes latines (Espagne, Italie, etc.), l'équivalent du quatre de cœur est le quatre de denier.
Les jeux utilisant des enseignes allemandes ne possèdent généralement pas le quatre de cœur, les valeurs s'arrêtant à sept.
En Suisse, l'équivalent du cœur est la rose. Les paquets ne contiennent toutefois pas de quatre de rose, la valeur la plus basse étant le six,,.

## Historique
Les premières cartes à jouer éditées en Europe ne comportent aucune des enseignes rencontrées dans les jeux français contemporains. Les enseignes latines (bâtons, deniers, épées et coupes) sont probablement adaptées des jeux de cartes provenant du monde musulman,. Les enseignes françaises sont introduites par les cartiers français à la fin du XVe siècle, probablement par adaptation des enseignes germaniques (glands, grelots, feuilles et cœurs). Les enseignes françaises procèdent d'une simplification des enseignes précédentes, permettant une reproduction plus aisée (et donc un moindre coût de fabrication). L'enseigne de cœur est reprise des enseignes germaniques, mais fortement simplifiée. Les cœurs français dériveraient ainsi des coupes latines.

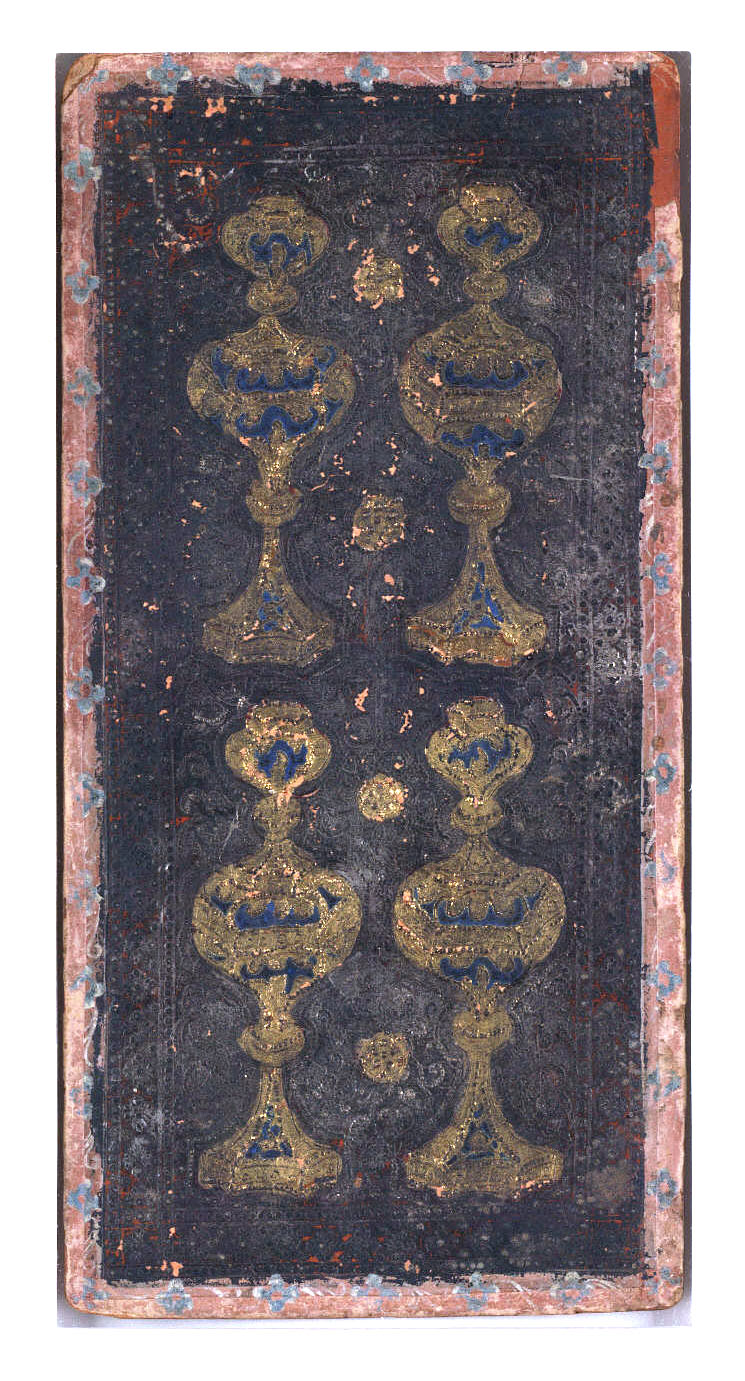
Le quatre de coupe d'un tarot Visconti-Sforza ; le quatre de cœur dériverait de ce type de carte.
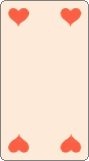
Quatre de cœur d'un jeu de tarot du XIXe siècle

## Informatique
Le quatre de cœur fait l'objet d'un codage dédiée dans le standard Unicode : U+1F0B4, « 🂴 » (cartes à jouer) ; ce caractère sert également pour le quatre de coupe.